# Parma (rivière)
Pour les articles homonymes, voir Parma.
La Parma ou le Parma  est un torrent important de l'Italie septentrionale, long de 92 km, affluent droit du Pô. Il n'est présent que dans la province de Parme en Émilie-Romagne.

## Le cours de la rivière

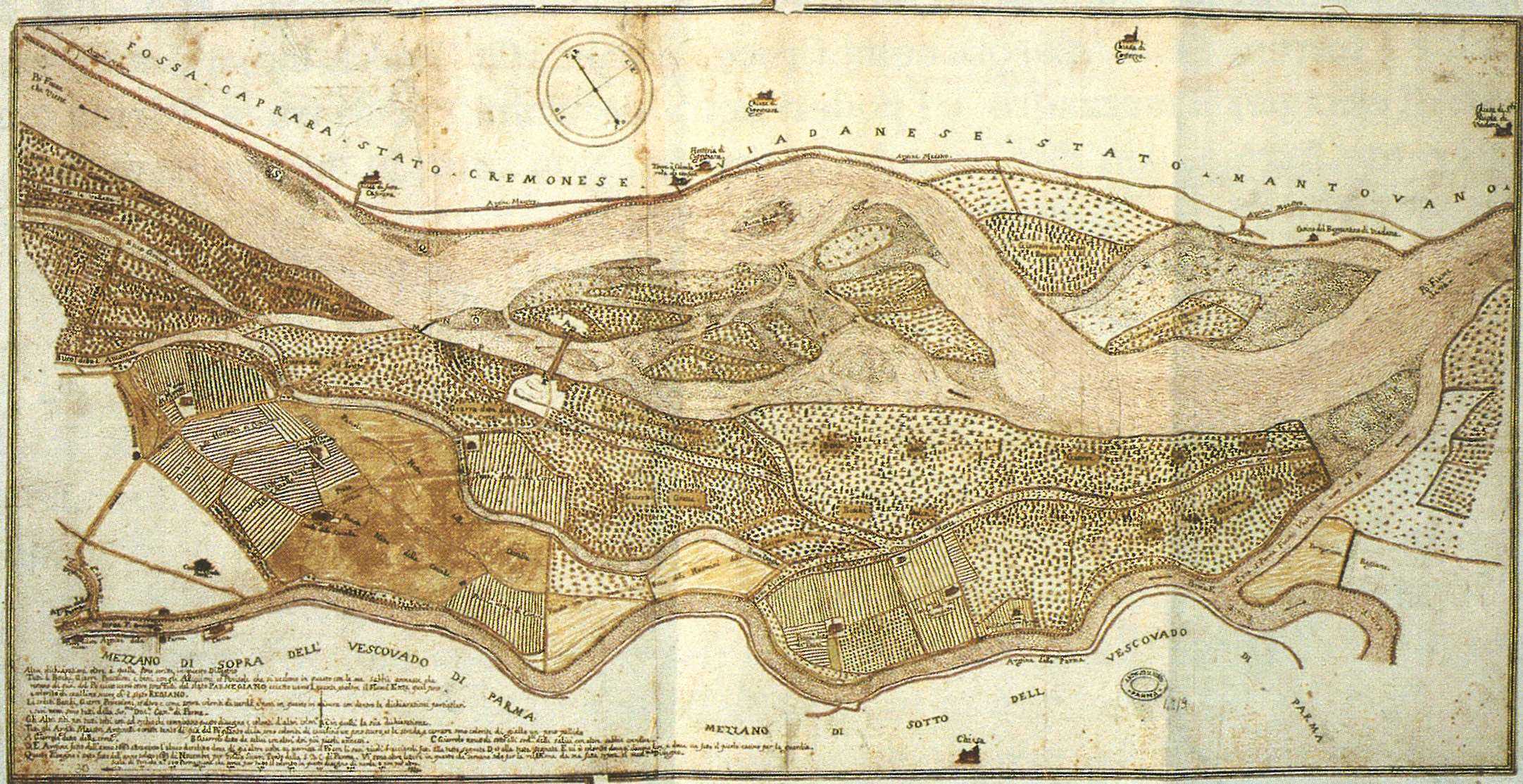
Carte de 1683 représentant la confluence dans le Pô des rivières Parma et Enza.

La Parma naît sur les pentes du mont Marmagna (1 852 m) depuis le Lago Santo. Elle rejoint, vers le nord, les environs de Langhirano. Là, elle s'élargit d'une manière importante, avant de pénétrer dans la plaine.
Elle entre par le sud dans la ville de Parme, la traversant entièrement du sud au nord et recevant sur sa droite le torrente Baganza, son principal affluent.
En sortant de l'agglomération, elle poursuit son cours, fortement endigué sur un parcours sinueux, dans la plaine padane puis traverse le centre de Colorno avant de rejoindre les environs de Mezzano Superiore, frazione de Mezzani, où elle se jette dans le Pô à quelques kilomètres de Brescello.

## Régime
La Parma est un cours d'eau de faible débit (11 m3/s) mais de caractère torrentiel, sec une grande partie de l'été mais extrêmement impétueux l'automne en cas de grosses précipitations.

Le 22 octobre 2002, elle a provoqué tout au long de son parcours une crue importante (plus de 1 000 m3/s) qui a causé d'importantes inondations en aval de la ville de Parme.

## Nature
Le long de son tracé, on trouve l'Oasis Lipu Torrile.